# Guillermo Santiago Rodríguez
Guillermo Rafael Santiago Rodríguez  (22 de julio de 1993, San Cristóbal de las Casas, Chiapas) es un político mexicano adscrito al Movimiento Regeneración Nacional. 
Fue designado por el presidente Andrés Manuel López Obrador como director general del Instituto Mexicano de la Juventud.
Actualmente es Diputado Federal Electo por el Distrito 9 de Tuxtla Gutiérrez, Chiapas.
En febrero de 2025, el Comité Ejecutivo Nacional de MORENA lo nombra como representante del partido ante el INE 

## Trayectoria
Fue miembro del comité local de MORENA, rama del Movimiento de Regeneración Nacional conformada por Jóvenes y Estudiantes que derivó posteriormente en la conformación del Partido Morena.
De 2013 a 2015 se desempeñó como Secretario de Organización del Comité Municipal de Morena en San Cristóbal de Las Casas, Chiapas.
En 2017 fue elegido como diputado federal de la LXIII Legislatura en la que formó parte de la primera bancada de MORENA. Gracias a sus firmes convicciones luchó de manera incansable desde el Congreso en contra la corrupción y La gran robadera’ que caracterizó a los gobierno anteriores.'

En 2017 fue designado por el presidente Andrés Manuel López Obrador como director general del Instituto Mexicano de la Juventud, convirtiéndose así en uno de los pocos chiapanecos que formó parte del gabinete ampliado del presidente.
En las pasadas elecciones de 2024 contendió a la Diputación Federal por el Distrito 9 de Tuxtla Gutiérrez, Chiapas, ganando con más del 52% de los votos. 

## Instituto Mexicano de la Juventud
El 1ro de diciembre de 2018 fue designado por el presidente Andrés Manuel López Obrador como director general del Instituto Mexicano de la Juventud, cargo que ostentó hasta febrero de 2024 y en el que luchó para garantizar el reconocimiento de las y los jóvenes de México como protagonistas de la Transformación del país.
Su gestión se caracterizó por  el trabajo comunitario en zonas prioritarias del Gobierno de México. Así como el involucramiento en Programas Prioritarios como el Tren Maya, el Corredor Interoceánico y el Programa Jóvenes Construyendo el Futuro.
Además, impulsó la Jornada Nacional de Perspectiva de Juventudes, para capacitar a personas funcionarias públicas de los tres niveles de gobierno, universidades y sociedad civil. 

## Diputación Federal por el Distrito 9
Guillermo Santiago participó en las elecciones del 2 de junio de 2024 como candidato a la Diputación Federal por el Distrito 9 de Tuxtla Gutiérrez, Chiapas. Ganando los comicios con más del 52% de los votos.
Su campaña se caracterizó por una "política de a pie", ya que visitó más de 10 mil hogares del Distrito 9 y por la cercanía con la ciudadanía, ya que conformó Consejos Consultivos para nutrir su agenda legislativa. 
A partir del 1 de septiembre de 2024 formará parte de la LXVI Legislatura y será parte de la bancada de Morena en la Cámara de Diputados.
Actualmente es Diputado Federal por Morena en la LXVI Legislatura, y Secretario de la Comisión de Puntos Constitucionales y de la Comisión de Reforma Política-Electoral e integrante de la Comisión de Justicia.
| Tipo      | Comisión                   | Participación |
| --------- | -------------------------- | ------------- |
| Ordinaria | Puntos Constitucionales    | Secretario    |
| Ordinaria | Reforma Política-Electoral | Secretario    |
| Ordinaria | Justicia                   | Integrante    |